# Place de Catalogne
Der Place de Catalogne ist als runder Platz angelegt und liegt im 14. Arrondissement von Paris.

## Lage
Der Platz bildet die Kreuzung zwischen folgenden Straßen: Rue Vercingétorix, Rue du Château, Rue Alain und Rue du Commandant René Mouchotte.

## Namensursprung
Sein Name kommt von der spanischen Region Katalonien, woher der Architekt Ricardo Bofill stammt, der 1980 die Gebäude um den Platz errichten ließ.

## Geschichte
Der Platz entstand 1985 im Zuge der Neugestaltung des Viertels der ZAC Jean-Zay.
Rund um den Platz wurden mehrere Gebäude, überwiegend im "neo-antiken" Stil der Zeit, errichtet:
- Süd-West, Nr. 1 bis 19: Échelles du Baroque von Ricardo Bofill (1939–2022)
- Nord-West, Nr. 21 bis 25: Gebäude von Maurice Novarina (1907–2002)
- Nord, Eckgebäude: Hôtel Concorde Montparnasse

Die Mitte des Platzes bildete von 1985 bis 2022 der Brunnen „Le Creuset du Temps“, ein Werk des Bildhauers Shamaï Haber (1922–1995)., der ihn „den umgedrehten Brunnen“ nannte. Das Wasser erweckte die Illusion, als würde es zum höchsten Rand einer schrägen, kreisförmigen Platte aus dunklem Granit fließen. Der Brunnen wurde 2022 gegen den Willen der Erben des Künstlers von der Stadt Paris abgerissen.
Im Winter 2023/2024 wurde der Platz in eine Grünfläche umgewandelt. Dazu wurde die Fläche entsiegelt und mit 470 Bäumen bepflanzt. Die Stadt erhofft sich von der Maßnahme eine Verringerung des Hitzeinseleffekts um vier Grad Celsius.